# Cornelia Razoux Schultz-Metzer
Cornelia Razoux Schultz-Metzer, född 1898, död 1992, var en ostindisk politiker.
Hon blev 1935 den första kvinna som valdes till Nederländska Ostindiens koloniala parlament. 